# Élections législatives togolaises de 1958
Les élections législatives togolaises de 1958 se déroulent le 27 avril 1958 afin de pourvoir les 46 membres de l'Assemblée nationale de la République autonome du Togo, état membre de l'Union française couvrant le territoire de l'actuel Togo. Pour la première fois, les législatives ont lieu au suffrage universel et non au sein d'un collège électoral restreint, en application de la loi-cadre Defferre.
Il s'agit des dernières législatives organisée sous la tutelle française avant l'indépendance du pays le 27 avril 1960, ainsi que les dernières à avoir lieu sous le multipartisme jusqu'en 1994, le Togo devenant quelques années après l'indépendance un régime à parti unique

## Résultats
|                           |                                                   |         |       |        |               |  |  |  |  |  |  |  |  |  |
| Parti                     | Parti                                             | Votes   | %     | Sièges | +/–           |  |  |  |  |  |  |  |  |  |
|                           | Comité de l'unité togolaise (CUT)                 | 190 098 | 61,09 | 29     | 29            |  |  |  |  |  |  |  |  |  |
|                           | Union des Chefs et des Populations du Nord (UCPN) | 56 281  | 18,09 | 10     | 5             |  |  |  |  |  |  |  |  |  |
|                           | Parti togolais du progrès (PTP)                   | 40 486  | 13,01 | 3      | 12            |  |  |  |  |  |  |  |  |  |
|                           | Mouvement populaire togolais (MPT)                | 842     | 0,27  | 0      | en stagnation |  |  |  |  |  |  |  |  |  |
|                           | Mouvement de jeunesse togolaise (Juvento)         | 510     | 0,16  | 0      | Nv            |  |  |  |  |  |  |  |  |  |
|                           | Rassemblement des jeunes togolais                 | 6       | <0,01 | 0      | Nv            |  |  |  |  |  |  |  |  |  |
|                           | Indépendants                                      | 22 753  | 7,31  | 4      | Nv            |  |  |  |  |  |  |  |  |  |
|                           |                                                   |         |       |        |               |  |  |  |  |  |  |  |  |  |
| Votes valides             | Votes valides                                     | 311 188 | 97,96 |        |               |  |  |  |  |  |  |  |  |  |
| Votes blancs et invalides | Votes blancs et invalides                         | 6 481   | 2,04  |        |               |  |  |  |  |  |  |  |  |  |
| Total                     | Total                                             | 317 669 | 100   | 46     | 16            |  |  |  |  |  |  |  |  |  |
| Abstention                | Abstention                                        | 171 850 | 35,11 |        |               |  |  |  |  |  |  |  |  |  |
| Inscrits/Participation    | Inscrits/Participation                            | 489 519 | 64,89 |        |               |  |  |  |  |  |  |  |  |  |